# Außerschulische Jugendarbeit
Außerschulische Jugendarbeit bezeichnet Jugendarbeit und Jugendbildung, die in der Regel in der Freizeit außerhalb der Schule stattfinden.
Im Sinne des §11 KJHG kann diese Jugendbildung aber auch schulbezogen sein, das heißt in Zusammenarbeit mit der Schule stattfinden. Hierbei geht es um Kursangebote, in denen Jugendliche für verschiedene Einsatzfelder an der Schule ausgebildet werden. Die häufigsten Formen sind: Orientierungstage, Streitschlichterschulungen bzw. Mediatorenschulung und Tutorenschulungen.
Zentrales Anliegen außerschulischer Jugendarbeit ist heute die Persönlichkeitsentfaltung des heranwachsenden Menschen.
Ziele sind: 
- Handlungskompetenz als Folge von initiierten und geförderten Bildungsprozessen beim Aufnehmen, Verarbeiten, Reflektieren und Umsetzen von Informationen in Handlungsaktivitäten.
- Identitätsentwicklung orientiert sich an der Aufgabe, die Jugendlichen beim Finden ihrer Rolle in der Gesellschaft zu begleiten.
- Gesellschaftliche Teilhabe zielt auf die Zurverfügungstellung von Ressourcen und Möglichkeiten ab. Das Thema der sozialen Inklusion berührt gesellschaftliche Entwicklungen, um jungen Menschen Raum zu geben und zu ermöglichen Raum nehmen zu können in unserer Lebenswelt.
- Lobbying ist Stellvertreterfunktion des Jugendarbeiter für die Bedürfnisse und Rechte der jungen Menschen auf Gemeinde- und Landesebene einzutreten.